# Nightside Glance
Nightside Glance — белорусская симфо-блэк-метал группа, основанная в 2003 году.

## История
Минская группа Nightside Glance была основана в 2003 году и в этом же году записал демо Twilight Visions of The Night. По итогам первого года деятельности команды, многие журналы и вебзины назвали Nightside Glance прорывом 2005 года.
Спустя некоторое время начались перестановки состава. Меняется барабанщик, басист, затем и гитарист. Коллектив на некоторое время берёт перерыв. В это же время продолжается процесс написания композиций для дебютного полноформатного альбома.
Первый выездной концерт — выступление в Москве вместе с Morbid Violence, The Sacramental, Olga Romanova. В мае 2006-го состоялось выступление с Luna Ad Noctum (Польша), Rasta (Беларусь) и Metal Demise (Украина). В ноябре того же года Nightside Glance делили сцену с Thy Disease (Польша) и Rasta (Беларусь). Параллельно продолжалось накопление нового материала.
В 2009 году лейблом Irond был выпущен альбом Edge Of Time. В 2011 году вышел сингл «Breaking Point». В 2012 году группа приняла участие в съёмках документального фильма о блэк-метале «Attention! Black Metal!». Создатель фильма — венгерский журналист и музыкант Миклош Русак (Miklos Ruszak, гитарист и вокалист группы Athalay).
Летом 2014 группа выпустила второй альбом — Gray Haven. Действие альбома происходит в психиатрической лечебнице Gray Haven. Главный герой сюжета — психиатр, скептик по натуре, попадает в мир, который напрочь перечёркивает все его представления о жизни.

## Состав
- Дмитрий Боровой — вокал
- Евгений Шихель — гитара
- Евгений Макейчик — бас-гитара
- Максим Слесарев – клавишные
- Макс Белый — ударные

## Дискография
- Demo (2004)
- Twiligt Visions of the Night (Demo) (2005)
- Edge of Time (2009)
- Breaking Point (EP) (2011)
- Gray Haven (2014)

### Пресс-релизы, интервью, рецензии
- Пресс-релиз на альбом «Edge Of Time» от Irond Ltd.
- Интервью с Gozard (Константин Красовский) в журнале DarkCity № 53 / 2009
- Интервью с Gozard (Константин Красовский) и Midgard (Святаслаў Сасіновіч) портал BelMetal.org
- Рецензия на альбом «Edge Of Time» от HeadBanger.ru
- Рецензии на альбом «Edge Of Time» от DarkSide.ru
- Рецензия на альбом «Gray Haven» от Metal Temple